# 長征
長征（ちょうせい、簡体字中国語: 长征; 繁体字中国語: 長征; 拼音: Chángzhēng; 英語: Long March）は、国民党軍に敗れた紅軍（中国共産党）が、中華ソビエト共和国の中心地であった江西省瑞金を放棄し、1934年から1936年にかけて国民党軍と交戦しながら、1万2500kmを徒歩で続けた移動をいう。「西遷」（せいせん）、「大西遷」ともいう。中国国民党からは「大流竄」と呼ばれた。

## 概要

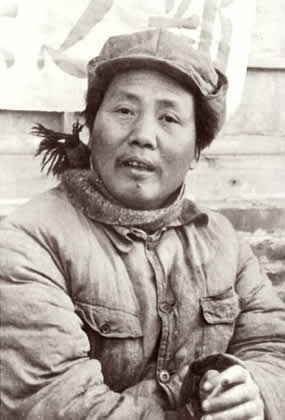
長征当時の毛沢東（延安にて）

共産党指導部は江西省瑞金から陝西省延安に至るまで転戦、国民党勢力との戦闘などにより10万人の兵力を数千人にまで減らしたが、蔣介石率いる国民党政府が抗日のため共産党との妥協に転じたため状況は終息した。途上で開催された遵義会議などにより、毛沢東の指導権が確立された。現共産党政権は、長征を現代中国形成に至る歴史的転換点と捉えている。

## 国民革命軍の「囲剿」
国民政府は1930年代、「中華ソビエト共和国」と称する支配地域を各地に築いていた共産党に対し攻勢を強め、「囲剿（悪者を囲み滅ぼすの意）」と称する包囲殲滅戦を各地で展開した。「囲剿」戦は一般的には、第一次から第五次まで区分されることが多い。但し、各次ごとの時期区分については、研究により相違がある 。当時共産党の最大勢力圏は江西省瑞金を中心にした山岳地帯根拠地であった。民族資本や外国資本の集まる大都市や半植民地化された沿岸部からは遠く離れた地域であったため、中華ソビエト地区を発展させるには農業の発展が不可避であり、半農半兵という状態であった。
当時の共産党正規軍は中国工農紅軍紅一方面軍（中央紅軍）と呼ばれており、瑞金政府管理下の正規軍は約10万、民兵を含めても15万に満たない兵力であったという。

### 第1次 - 第4次囲剿

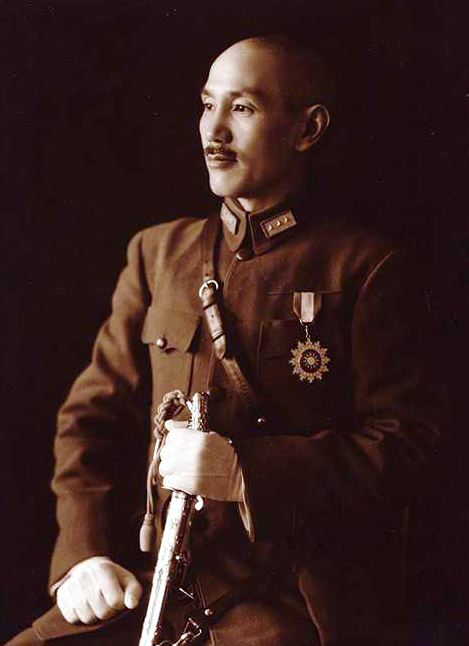
蔣介石（1940年前後）

1930年12月から始まった第1次 - 第4次囲剿では、国民革命軍が兵力を小出しにしたこと、また紅軍側が山岳地帯でのゲリラ戦を展開したことで、これを打ち破った。
国民革命軍の第1次囲剿は魯滌平指揮下の4個師約10万の兵力で望んだが2個師全滅、1師長を捕虜とされる惨敗、第2次囲剿は1931年4月に国民革命軍政治部長何応欽を総司令として行われたが1師長戦死、1師長捕虜となる敗北であった。第3次囲剿は1931年6月中旬30万の大軍が動員され、南昌に司令部を置き、そこで蔣介石自ら督戦したものの左翼の陳銘枢麾下の第五路軍の崩壊、さらに孫連仲麾下の第26軍総参謀長趙博生以下2万が紅軍に投降するという敗北に終わり、第4次囲剿は1932年7月、15個師100万の大軍が動員されて開始されたが中共軍は東路の第1、第5両軍団と西路の第3軍団とを合わせ、初めに江西省南部に進出して陳済棠麾下の広東軍を撃破してから直ちに北上し、国民革命軍3個師を壊滅させた。
瑞金の中央ソビエト区では紅軍の防衛が成功していた一方、地方のソビエト区も国民革命軍の攻撃に晒されていた。1932年9月には湖北省、河南省、安徽省にまだがる鄂豫皖ソビエト区が陥落し、張国燾の指導する紅四方面軍（総指揮官徐向前）は四川省への後退を余儀なくされた。

### 第5次囲剿
蔣介石は第1次 - 第4次の失敗は、兵力の分散と不慣れなゲリラ戦に対応できなかったこと、さらには紅軍の装備が貧弱であることから軍隊としての能力そのものも低いであろうと見くびっていたことにあると判断した。1933年春の第5次囲剿ではトーチカ群と経済封鎖を利用した軍事三分、政治七分の戦術を展開し、同年夏からその効果を示し、1934年初頭から投入された中央軍、広東軍、湖南軍135万に紅軍は耐えられず、同年11月から江西中央ソビエト区を放棄して「長征」を開始した。
国民革命軍の包囲網に対し、当時共産党の実質的最高指導者であった秦邦憲はコミンテルンより派遣された軍事顧問オットー・ブラウン（中国名：李徳）の提言を鵜呑みにし、塹壕戦を展開した。周恩来・鄧小平・毛沢東らは、圧倒的優位な包囲軍に対して塹壕戦を展開するのはあまりに無謀であると反対したものの、党中央の決定は覆らず、ここに中国史上初めての中国人同士による近代的塹壕戦が展開されることとなった。
秦邦憲の考えは、「この戦いは国民党と共産党の最終決戦であり、また瑞金中華ソビエト地区の経済基盤は脆弱そのもので、戦闘を繰り返せば疲弊し、戦わずして根拠地を喪失する、よって短期に決戦を挑む、ここで勝利できなければ革命そのものが敗北する」というものであった。また、ブラウンは第一次世界大戦・ロシア革命を戦ったソ連の陸戦を模範にした軍事顧問であり、ゲリラ戦を展開する紅軍に苛立ちを覚えていたという。
しかし、兵力・装備とも圧倒的に不利な紅軍は順次防衛線を後退させ、ついに防衛線は首都瑞金の北辺まで後退した。1934年4月の広昌失陥に際しては1万以上の兵力を失う大敗を喫し、瑞金の陥落は避けられない情勢となった。

## 出立
1934年7月、まず方志敏の率いる部隊が福建省方面へと脱出を図ったが、この隊は浙江省、安徽省を転戦した末に壊滅した。また、8月には井岡山から蕭克、王震、任弼時らの隊が脱出し、貴州省へと逃れた。1934年10月、ついに共産党中央は残存の紅一方面軍8万の兵力の撤退・南下して包囲網の突破と、併せて中央指導部の移転を決定した。後に残されたのは項英・陳毅など僅かな部隊で、ゲリラ戦を展開、根拠地維持を託された。

## 転戦
南下を開始した紅一方面軍は、明確な目的地を示すことができなかった。ただただ逃げ惑う軍団は、それでも10月21日には国民党軍の第一次防衛線を突破、11月15日には第2・第3の防衛線を突破した。しかし、12月に湘江を渡河した紅一方面軍は3万あまりの兵力に激減していた。
ここに至り、共産党中央は湖南省西部に転進し、紅二方面軍（総指揮官賀龍）との合流を企図した。しかし、この目論見は蔣介石も見通しており、兵力を湖南省に集中させた。蔣介石は経済基盤の強い大都市の失陥を恐れ、重点的に都市を防衛したのである。
国民党軍の動きにより再び進路を失った紅軍部隊は貴州省方面へ転進した。1935年1月、長征途上唯一といっても良い都市・遵義に入城する。

## 遵義会議
（遵義会議を記した当時の文書は存在せず、また共産党からも公開されていない。以下は1949年以降共産党が出した文書を元に通説を記す）
ここまでの行軍で疲弊しきった紅軍及び党中央は遵義で10日あまりの休養を得る。この休養期間中、1935年1月15日から1月17日、その後の行軍方針と戦略を決定する遵義会議が開催され、この中で従来の共産党指導者であった秦邦憲、オットー、周恩来が批判の対象となった。周恩来は自らの過ちを認めて朱徳らと共に毛沢東を支持し、毛沢東が政治局員のリーダーに選出された。しかし、海外留学経験のない毛沢東はまだ単独で共産党を指導できる立場に無く、周恩来、王稼祥との三頭政治となった。また、瑞金第5次囲剿に際して戦略的にも戦術的にも致命的ミスを起こしたオットーは更迭された。この遵義会議が中国共産党における一大転換点となっている。

## 西進・北進

長征の行程図。太い赤の破線は紅一方面軍、細い赤の点線は紅二方面軍・紅四方面軍などを表す

遵義に中華ソビエト地区を設定した紅軍・中国共産党は、まず貴州から四川省に向かう。紅一方面軍は張国燾の指導する紅四方面軍（総指揮官徐向前）との合流を企図して貴州省から四川省北東部に入ろうとした。紅四方面軍も同様に長征中であったが、彼らの敵は国民党軍ではなく四川軍閥であった。1935年1月末、紅一方面軍は赤水河（長江の南の支流）を渡ったものの、四川軍閥に退けられ退却し、1935年3月には再度赤水河を渡ったがまたも撃退され退却し、結局赤水河を4度渡河する羽目になった（四渡赤水）。党史では、「四渡赤水」は、無目的に転戦していた紅軍が明確な進行方向と戦略目標へと移る転換点になったとしている。
ここでさらに西進し雲南省に入った紅一方面軍だったが、引き続き行く手には、国民党の受け入れも共産党の受け入れも拒否する少数民族と、横断山脈の急峻な山々が待ち受け、国民党軍も必死に追いすがっていた。紅一方面軍は四川盆地を迂回してその西方の山岳地帯に回り、1935年5月末には長江上流の大渡河の瀘定橋を渡った。瀘定橋を22名の決死隊が奪取した戦闘は「飛奪瀘定橋」と呼ばれ、党により長征の中の勝利の一つとして喧伝されるにいたった。西康省（チベットのカム地方、現在の四川省西部）に入り大雪山を踏破した紅一方面軍は、1935年6月、懋功県（現在の小金県）で念願の紅軍別働隊との合流を果たすが、これは当初目指していた紅二方面軍ではなく紅四方面軍との邂逅であった。この過程で国民党軍は紅軍の捕捉が不可能となり、追尾を放棄した。
紅一方面軍はカム地方各地で自治を行っていたチベット人貴族の資産を強制没収し農民を解放するなどして自治国家を築かせようとしたが、国民党政府からの要請も受けたチベットのガンデンポタン政府が紅軍に攻撃を行い、紅一方面軍はこれを逃れて北の甘粛省方面にたどり着いた。カムでの農民の見聞とガンデンポタン軍による攻撃は、その後の共産党のチベット観に暗い影響を与える。また途中で紅四方面軍の一部は党中央の北上路線を拒否し南下に転じたが、その過程で大きな損害を被った。
甘粛省では回族の軍閥・馬家軍による攻撃を受けたが、馬家軍内の親ソ派に助けられ陝西省方面へ逃れた。かくして、江西省・湖南省・貴州省・雲南省・四川省・甘粛省・陝西省と転戦、大自然・軍閥・国民党軍を相手に戦った紅一方面軍は1935年10月に忽然と陝西ソビエト区に姿を現し、1935年10月19日に呉起県（現在は延安市に属する）にたどり着き、ここで紅一方面軍の長征の完了を宣言した。一部の部隊は甘粛省から西進し、新疆まで達してソビエト連邦との連絡に成功している。　
貴州省にいた紅二方面軍も1935年11月19日、紅一方面軍の後を追うように長征を開始して雲南省に入り、金沙江と玉龍雪山を越え、そこから北上して横断山脈を越えた。1936年7月始め、紅二方面軍は途中の甘孜県で当地に留まっていた紅四方面軍と合流した。1936年10月22日、静寧県将台堡で紅二方面軍と紅四方面軍は紅一方面軍に合流し（三軍会師）、これにより長征は完了した。
この過程で8万を越えていた兵力が死亡・脱落などにより数千人にまで減少するなど、大きな打撃を受けたが、これ以後、毛沢東の指導権が確立され、国民政府に対する攻勢に転じる転換点として、共産党は「長征一万里」として、栄光ある事業と位置づけている。